# 鼻煙壷

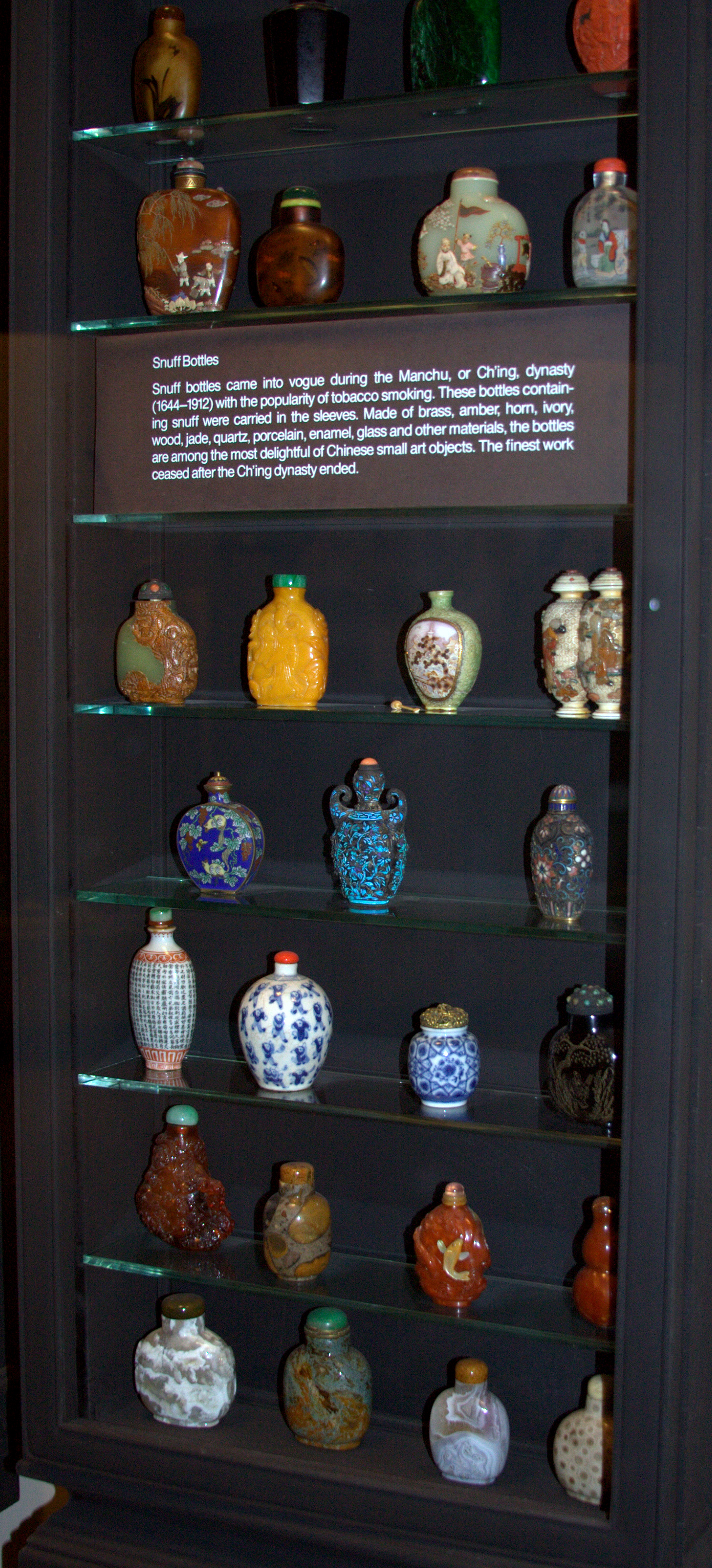
アメリカ自然史博物館の鼻煙壷のコレクション

鼻煙壷（びえんこ、Snuff Bottle）とは嗅ぎ煙草を入れておくための容器、喫煙具のこと。 スナッフ・ボックス。その形や色や大きさは様々である。大きさは小さいことがほとんどで、大きくても高さ10cmに満たない場合が多い。だいたい高さ数cm程度の小さな容器である。中に嗅ぎ煙草をすくうための匙がついている。

## 歴史・文化
鼻煙壷の素材は様々なものがあって、たとえば金、銀、玉、瑪瑙、ガラス、陶器、象牙などで作らたものがある。鼻煙壷には装飾なども施されているので観賞の対象にもなった。だから日用品としての利用以外に美術品として収集されたケースもあった。鼻煙壷は中国で清の時代に流行したが、現在は日用品としてはあまり用いられていない。